# Izidor Pagliaruzzi
Izidor Pagliaruzzi, slovenski politik, * 21. april 1820, Kobarid, † 25. september 1884, Gorica.
Izidor se je rodil Josipu in Katarini Sorsini v premožno posestniško družino ter je po končani gimnaziji v Gorici doštudiral pravo in služboval pri osrednji upravi komornih dohodkov na Dunaju. Leta 1844 je prevzel vodenje družinskih poslov.
Pagliaruzzi je postal župan Kobarida ter poslanec kobariškega okraja v goriškem deželnem zboru.
V svojem mandatu je dosegel regulacijo struge reke Idrijce. Poleg dela na političnem področju je bil Pagliaruzzi znan tudi kot čebelarski strokovnjak in konstruktor kobariškega ali t. i. Pinčevega panja. 1879 je prodal domačijo in se preselil v Gorico.
V letu 1846 se je poročil z Marijo Kurinčič, kjer se jima je v zakonu rodilo 8 otrok, od katerih jih je otroštvo preživelo 6:
- Jožef-Sigismund (um. kot otrok)
- Kristina (um. kot otrok)
- Albin
- Alfonz
- Matilda (por. z Antonom Klodičem pl. Sabladoskim)
- Marija
- Adela
- Josip Pagliaruzzi